# Cossinia
Genre
Classification APG III (2009)
Cossinia est un genre de plantes de la famille des Sapindaceae. 

## Liste des espèces
Selon [réf. nécessaire] :
- Cossinia australiana S.T.Reynolds
- Cossinia borbonica DC.
- Cossinia commersonii Raeusch.
- Cossinia madagascariensis Baill.
- Cossinia pacifica A.C.Sm.
- Cossinia pinnata Comm. ex Lam. — bois de Judas
- Cossinia splendens Sieber ex Steud.
- Cossinia ternata Baker
- Cossinia trifoliata Radlk.
- Cossinia triphylla Comm. ex Lam.

Selon NCBI (1 Sep 2010) :
- Cossinia australiana
- Cossinia pinnata